# 佛得角历史
有记载的佛得角历史开始于1456年葡萄牙的探险发现。

## 欧洲的探险和殖民
当葡萄牙人在1456年到达之前，佛得角群岛尚无人居住，之后，佛德角群岛成为了葡萄牙帝國的一部份。由于该群岛位于非洲外海，佛德角群岛成了重要的港口，也成了重要的奴隶贸易中心。

## 衰落
1747年后，佛得角被接二连三的干旱所困扰。森林砍伐和过度放牧，破坏了提供水分的地表植被。在18世纪和19世纪的3个主要的干旱供导致逾10万人饿死。

## 民族主义
虽然佛得角受到葡萄牙殖民地的虐待，但是他们却略好于非洲其他葡萄牙的殖民地。於1956年，几内亚和佛得角独立党成立。其中有许多泛非洲主义人士，其中许多为几内亚比绍独立而战斗。
1974年，葡萄牙法西斯政府倒台后，大规模骚扰迫使葡政府和几内亚和佛得角独立党谈判。1975年7月5日，佛得角从葡萄牙获得独立。

## 后独立时期
独立后，几内亚和佛得角非洲独立党试图将被该党控制的几内亚比绍与佛得角统一成一个国家，惟1980年在几内亚比绍发生的一场政变使得这个计划中止。之后，佛得角非洲独立党一直控制佛得角至1991年的选举为止。2001年，佛得角独立非洲党在选举后再度执政。2011年，若热·卡洛斯·丰塞卡开始担任总统。